# Francisco Isidoro Resquín
Francisco Isidoro Resquín Xara (Asunción, 2 de enero de 1824-San Pedro de Ycuamandiyú, 28 de diciembre de 1882) fue un general paraguayo durante la Guerra de la Triple Alianza. Tuvo una importante actuación en la guerra y sus escritos son una de las principales fuentes primarias acerca del conflicto.

## Biografía

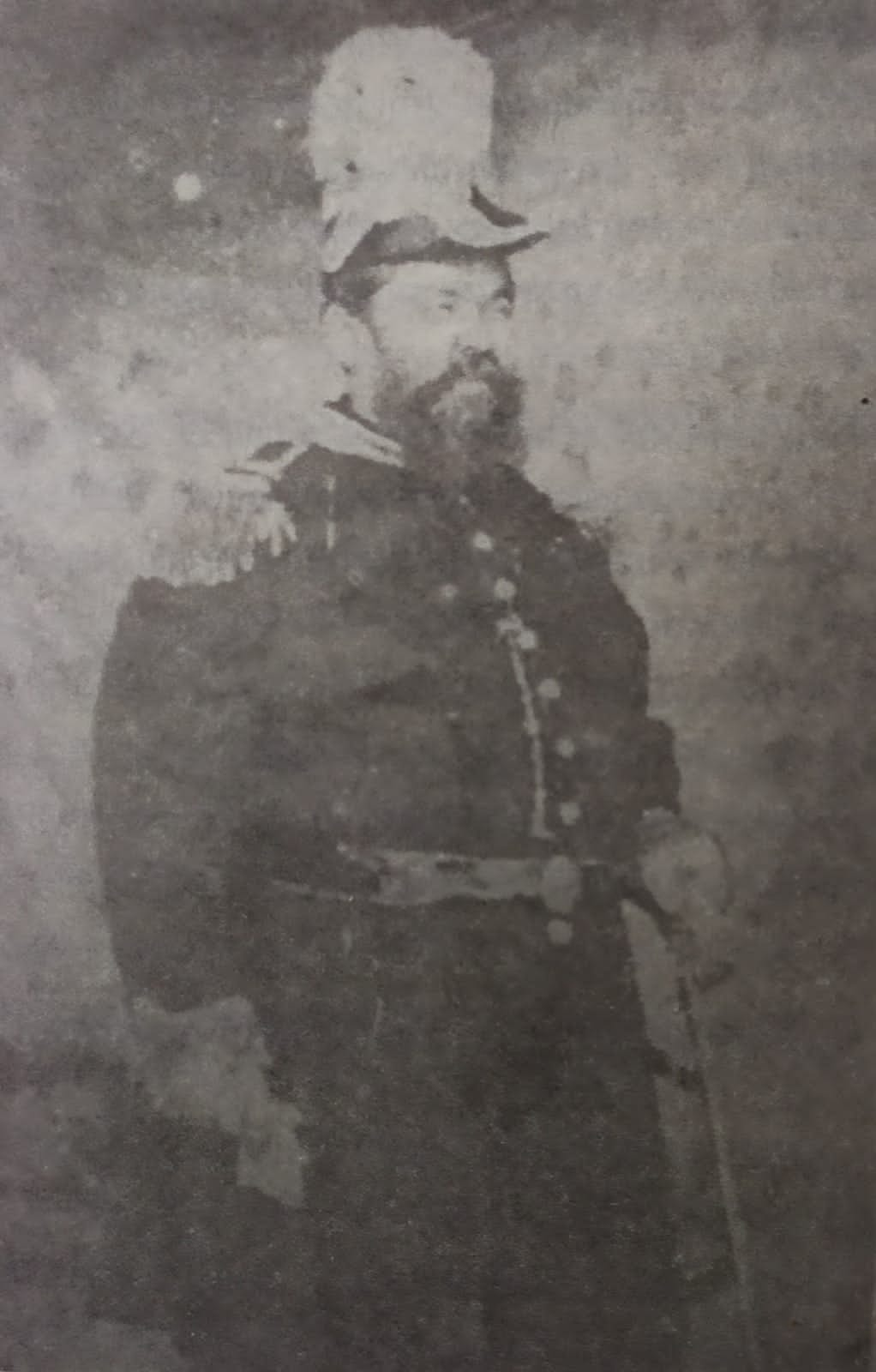
Francisco Isidoro Resquín con su uniforme militar.

### Primeros años
Tras efectuar sus primeros estudios en la escuela del maestro Téllez de su ciudad natal, en 1841, durante el gobierno de Carlos Antonio López, Francisco Isidoro Resquín se unió al ejército de su país.
En 1847 era capitán y en 1859 coronel. Con esa jerarquía integró la comitiva del general Francisco Solano López en su mediación ante la guerra entre la Confederación Argentina y el Estado de Buenos Aires. 

### Guerra de la Triple Alianza
Posteriormente fue nombrado comandante de la guarnición de Concepción, donde organizaría un cuerpo de caballería que tendría destacada actuación en la campaña de Matto Grosso.
Caído en desgracia el general Wenceslao Robles, en junio de 1865 fue ascendido a brigadier general y designado comandante de la División del Sud. Por orden del Mariscal realizó el repliegue hacia el Paraguay cruzando el Río Paraná con sus tropas y más de cien mil cabezas de ganado de la provincia de Corrientes que fueron arreadas por su ejército.

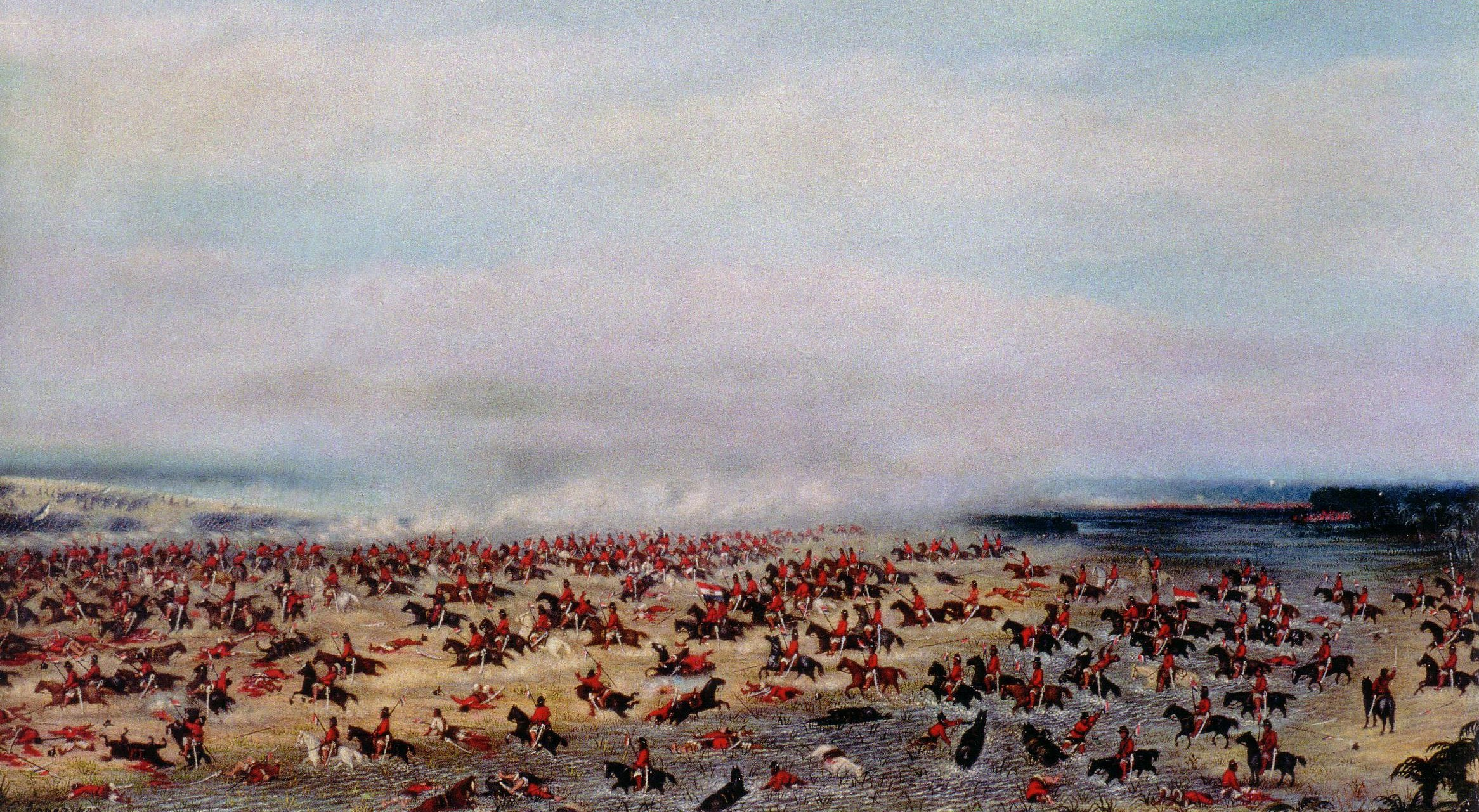
Batalla de Tuyutí.

Fue comandante de una de las columnas de asalto que atacó el campamento aliado en Tuyutí el 24 de mayo de 1866 sin embargo debido a su desastrosa participación, corrió el riesgo de ser fusilado por insubordinación. El mariscal López lo reprendió duramente, atribuyéndosele las siguientes palabras «Yo no le he mandado para que usted fuera a perder su tiempo con pequeñas partidas correntinas, ni a batirse con sus regimientos contra la artillería enemiga» «Usted es un cobarde que no merece sino cuatro balazos, pues ha ido a sacrificar inútilmente las fuerzas de su mando». Luego de este incidente sería relegado a las funciones de jefe del Estado Mayor de López. Nunca más volvería a tomar algún mando militar que involucrase algún desenvolvimiento suyo en batalla.
En 1866 recibiría la Estrella de Comentador de la Orden Nacional del Mérito. Luchó el 26 de diciembre de 1868 en la batalla de Lomas Valentinas.
Establecido el Cuartel General en Azcurra, Resquin asumió el mando del 1.º Cuerpo del Ejército y organizó la retirada de López, su gabinete y comitiva. Ascendido a general de división en San Estanislao, Resquin siguió en la vanguardia de la retirada para organizar el campamento en Cerro Corá.
Juan Crisóstomo Centurión afirma que, en lo que se refiere a los sucesos de Cerro Corá, la Relación Histórica de Resquín peca de inexacta y tiene poco valor por ser la de «un hombre que observó una conducta poco digna del elevado rango que investía, al entregarse, como prisionero de guerra». Sin embargo, el historiador paraguayo Juan E. O'Leary afirma que «… fue, al lado del Mariscal el Jefe de nuestro Estado Mayor, prestando servicios inapreciables en la reorganización constante de nuestras tropas, diezmadas en duras batallas y en las más penosas operaciones. Y fue, siempre la lealtad y la abnegación…».
Un testigo lo relata así:  «Entre los comensales están… Francisco Isidoro Resquín, moreno retaco y adiposo...».

### Posguerra y últimos años
Permaneció como prisionero de guerra en Brasil hasta que de regreso al Paraguay el presidente Juan Bautista Gill le encargó la organización del primer ejército paraguayo de la posguerra.
Fue el único general paraguayo de la guerra que dejó testimonio escrito, su obra Datos históricos de la Guerra del Paraguay contra la Triple Alianza.
Resquín falleció en 1882 y fue enterrado en el Cementerio Municipal de San Pedro de Ycuamandyyú, donde descansan sus restos hasta la actualidad.

## Homenajes
En su honor fue nombrado el distrito de General Isidoro Resquín, Departamento de San Pedro.